# Cuencas costeras e islas entre río Aysén, río Baker y canal General Martínez
Las cuencas costeras e islas entre río Aysén, río Baker y canal General Martínez conforman el ítem 114 del inventario de cuencas de Chile (BNA) y están ubicadas todas ellas en la Región de Aysén, en el sur de Chile. En el inventario de cuencas de Chile (DARH) se le asigna el código 1104.
A partir de la década de los años 70 se ha ampliado el concepto de cuenca hasta entender, ya en los primeros años del siglo XXI, una cuenca hidrográfica en lo que respecta a su definición espacial y funcional, como la unidad geopolítica y socioeconómica más apropiada y racional para el desarrollo integrado de los recursos de tierras y aguas asociados a la vegetación y en conjunto con los usuarios de nivel local y regional.: 17 

Cuencas costeras e islas entre río Aysén, río Baker y canal General Martínez, el ítem 114 del inventario.

## Límites y relieve

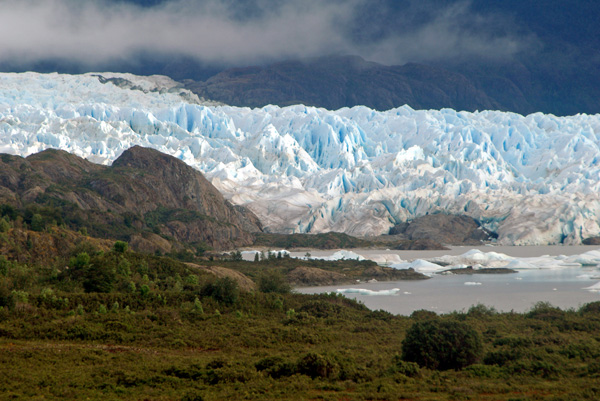
Glaciar San Quintin.

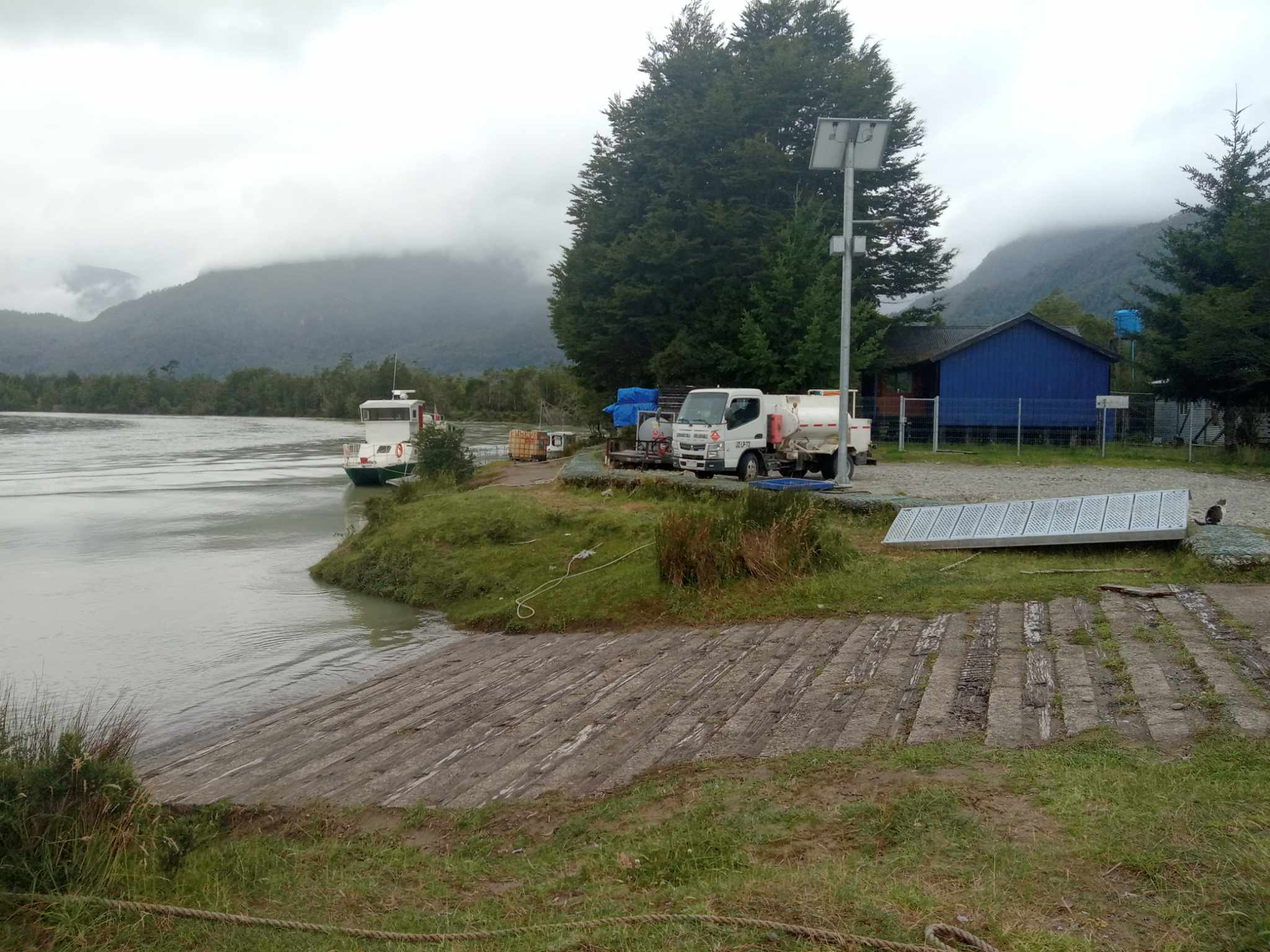
Embarcadero río Exploradores.

Glaciares del campo de hielo patagónico norte.

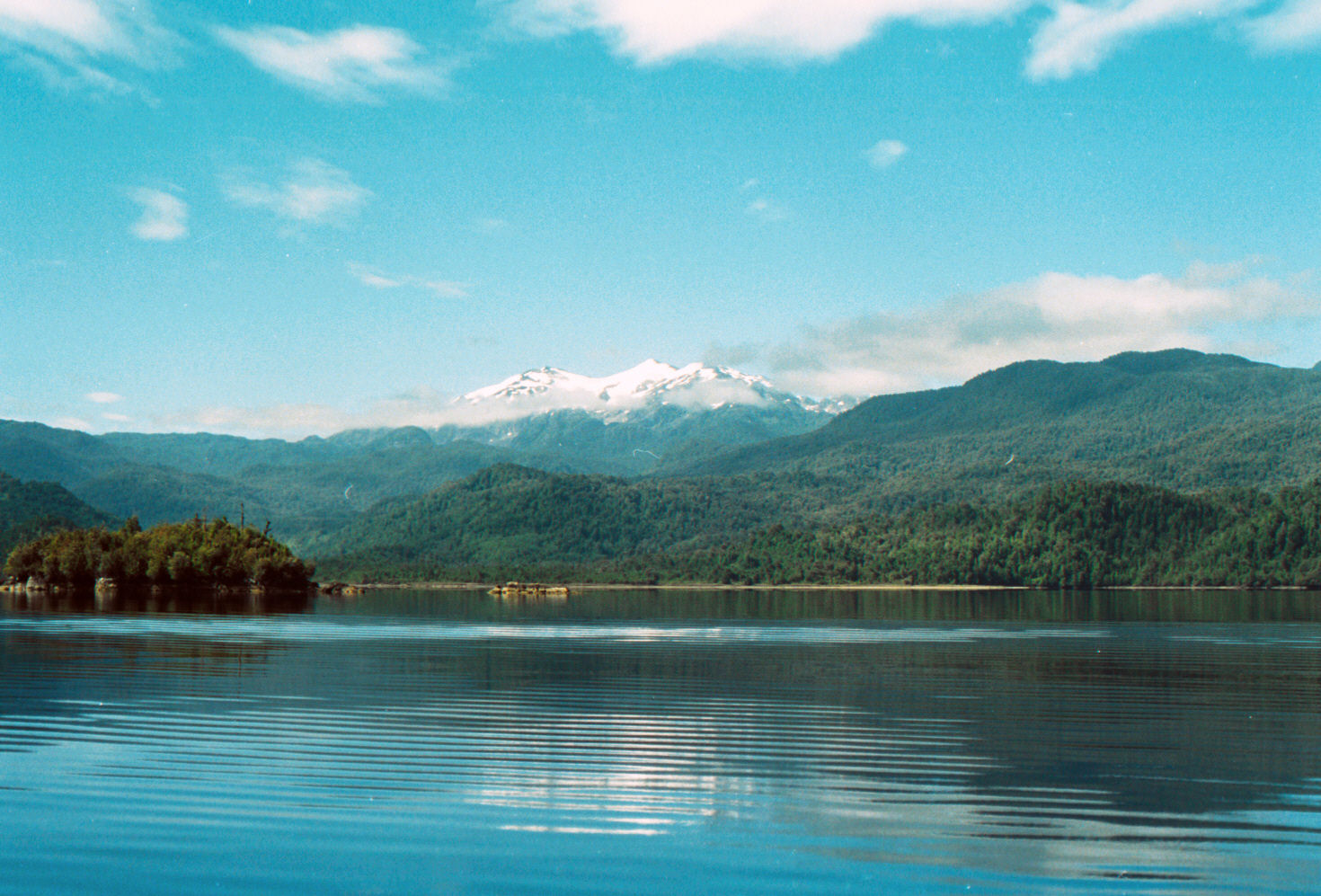
Estero Quitralco desde las Termas.

El ítem abarca principalmente la península de Taitao y las zonas al oeste del campo de hielo patagónico norte. Al norte limita con las cuencas en archipiélagos de Las Guaitecas y de los Chonos y con las cuencas costeras e islas entre río Palena y río Aysén. Al este limita con la cuenca del río Aysén y con la cuenca del río Baker. Hacia el sur limita con las cuencas costeras entre río Pascua, límite regional y archipiélago Guayeco y las cuencas costeras e islas entre río Baker y río Pascua. Al oeste limita con el océano.
Su superficie al oeste del canal Elefantes corresponde a la parte más austral de la cordillera de la Costa que en esa región se hunde en el mar. La parte al este del canal es parte de la cordillera patagónica occidental.
El ítem figura con un área de 35156 km². Sin embargo el área comunal es de solo 25610 km², por lo que suponemos que el área de 35156 incluye las áreas marinas.

## Población
El Sistema de información y monitoreo de biodiversidad del Ministerio del Medio Ambiente de Chile reporta en página web correspondiente que el ítem 114 se encuentra completamente en la Región de Aysén repartida en varias provincias y comunas de acuerdo a la siguiente llave:
| Provincia       | comuna      | área (hectáreas) | porcentaje |
| --------------- | ----------- | ---------------- | ---------- |
| General Carrera | Chile Chico | 16.872,008       | 0,48%      |
| General Carrera | Río Ibañez  | 24.649,714       | 0,701%     |
| Coyhaique       | Coyhaique   | 669,994          | < 0,1%     |
| Aysén           | Aysén       | 1.958.071,619    | 55,701%    |
| Capitán Prat    | Cochrane    | 797,853          | < 0,1%     |
| Capitán Prat    | Tortel      | 559.961,521      | 15,929%    |

No existen poblados en la zona, aunque Puerto Chacabuco y su vecino Puerto Aysén están ubicados justo al norte de su límite y Tortel al sur de su límite. Administrativamente el ítem pertenece a las comuna de Aysén de la Provincia de Aysén y a la comuna de Tortel de la Provincia Capitán Prat.: 157 
Más al norte se han establecido los poblados Puerto Gaviota y Puerto Gala, pero fuera del ítem 114.

## Subdivisiones
La Dirección General de Aguas subdivide o reúne las cuencas de Chile acorde a las necesidades de estudio y gestión. Existen dos inventarios que han logrado ser aceptados como principales, el inventario de cuencas del Banco Nacional de Aguas (BNA) de 1978, de mayor uso, y el inventario de cuencas del Departamento de Administración de Recursos Hídricos (DARH) de 2014 de mejor cartografía que ha obligado a redefinir algunos límites, a veces con cambios mayores, pero también por algunas redefiniciones del concepto de subcuenca.
Bajo el BNA el código del ítem es 114 y con el DARH es 1104.
La subdivisión del BNA es como sigue:
| Cuenca                                                                        | Subcuenca | Subsubcuenca | Aguas                                                            | Área drenaje km² | Observaciones |
| ----------------------------------------------------------------------------- | --------- | ------------ | ---------------------------------------------------------------- | ---------------- | ------------- |
| 114 Costeras e islas entre Río Aysén, Río Baker y Canal Gral. Martínez (mapa) |           |              |                                                                  |                  |               |
| 114                                                                           | 1140      | 11400        | Costeras del fiordo Aisen hasta Punta Angosta                    | 454              |               |
| 114                                                                           | 1140      | 11401        | Costeras del Canal Costa                                         | 729              |               |
| 114                                                                           | 1140      | 11402        | Costeras Norte del Fiordo Quitralco Hasta Río Maullín (Incluido) | 552              |               |
| 114                                                                           | 1140      | 11403        | Costeras Sur del Fiordo Quitralco Hasta Río Huemules             | 658              |               |
| 114                                                                           | 1140      | 11404        | Río Huemules                                                     | 573              |               |
| 114                                                                           | 1140      | 11405        | Río y Lago Cóndor                                                | 377              |               |
| 114                                                                           | 1141      | 11410        | Costeras del Golfo Elefantes                                     | 499              |               |
| 114                                                                           | 1141      | 11411        | Costeras Oeste del Estuario Francisco                            | 373              |               |
| 114                                                                           | 1141      | 11412        | Río Sorpresa                                                     | 372              |               |
| 114                                                                           | 1141      | 11413        | Ventisquero Erasmo                                               | 211              |               |
| 114                                                                           | 1141      | 11414        | Costera Este Estuario Francisco                                  | 491              |               |
| 114                                                                           | 1142      | 11420        | Río Norte hasta Ventisquero Exploradores                         | 283              |               |
| 114                                                                           | 1142      | 11421        | Ventisquero y Río Exploradores en Junta Ventisquero              | 434              |               |
| 114                                                                           | 1142      | 11422        | Río Exploradores Arriba Ventisquero Grosse y Río Teresa          | 422              |               |
| 114                                                                           | 1142      | 11423        | Río Teresa                                                       | 275              |               |
| 114                                                                           | 1142      | 11424        | Río Exploradores entre Río Teresa y desembocadura                | 56               |               |
| 114                                                                           | 1143      | 11430        | Isla Fitz Roy                                                    | 280              |               |
| 114                                                                           | 1143      | 11431        | Isla Mac Pherson                                                 | 115              |               |
| 114                                                                           | 1143      | 11432        | Isla Simpson                                                     | 307              |               |
| 114                                                                           | 1143      | 11433        | Isla Huemules                                                    | 172              |               |
| 114                                                                           | 1143      | 11434        | Isla Nalcayu                                                     | 352              |               |
| 114                                                                           | 1143      | 11435        | Isla San José                                                    | 30               |               |
| 114                                                                           | 1144      | 11440        | Costeras Entre Río Exploradores y Ventisquero San Rafael         | 2099             |               |
| 114                                                                           | 1144      | 11441        | Ventisquero San Quintin, Campos de Hielo San Valentín            | 1786             |               |
| 114                                                                           | 1145      | 11450        | Península entre seno Cornish y fiordo Walker                     | 1633             |               |
| 114                                                                           | 1145      | 11451        | Península Entre Fiordos Walker, Barros Arana y Puenna            | 1716             |               |
| 114                                                                           | 1145      | 11452        | Costeras del Sur del fiordo Puenna                               | 354              |               |
| 114                                                                           | 1145      | 11453        | Cuenca del Lago y Río Presidente Juan Antonio Ríos               | 1520             |               |
| 114                                                                           | 1145      | 11454        | Costeras W. Golfo de Elefantes                                   | 929              |               |
| 114                                                                           | 1145      | 11455        | Costeras Entre Río San Tadeo y Río Aldunate (Incluido)           | 431              |               |
| 114                                                                           | 1145      | 11456        | Costeras entre Río Aldunate Y Fiordo Newman                      | 3235             |               |
| 114                                                                           | 1145      | 11457        | Península Tres Montes y Costeras Entre Fiordos Newman            | 4622             |               |
| 114                                                                           | 1145      | 11458        | Costeras e islas del seno Cornish                                | 833              |               |
| 114                                                                           | 1146      | 11460        | Campo de Hielo Norte                                             | 1525             |               |
| 114                                                                           | 1147      | 11470        | Islas Frente Ventisquero                                         | 875              |               |
| 114                                                                           | 1148      | 11480        | Costeras entre Fiordo Julián y R. Baker                          | 5583             |               |
| total:                                                                        | 9         | 36           | Región: XI (100%) / Tipo: Exorreica / Desemb.: O. Pacífico       | 35156            |               |

La disposición de cuencas en el inventario DARH es la siguiente:
| Código      | Nombre                                                                        | Código en mapa                                                                | Tipología de cuenca                                                           | Vertiente de cuenca                                                           | Origen de cuenca                                                              | Temperatura media anual (C°)                                                  | Temperatura máxima (C°)                                                       | Temperatura mínima (C°)                                                       | Precipitación anual (mm)                                                      | Número de estaciones fluviométricas                                           | Número de estaciones pluviométricas                                           | Área (km²)                                                                    |
| ----------- | ----------------------------------------------------------------------------- | ----------------------------------------------------------------------------- | ----------------------------------------------------------------------------- | ----------------------------------------------------------------------------- | ----------------------------------------------------------------------------- | ----------------------------------------------------------------------------- | ----------------------------------------------------------------------------- | ----------------------------------------------------------------------------- | ----------------------------------------------------------------------------- | ----------------------------------------------------------------------------- | ----------------------------------------------------------------------------- | ----------------------------------------------------------------------------- |
| 1104        | Cuencas Costeras e Islas entre Río Aysén y Río Baker y Canal General Martínez | Cuencas Costeras e Islas entre Río Aysén y Río Baker y Canal General Martínez | Cuencas Costeras e Islas entre Río Aysén y Río Baker y Canal General Martínez | Cuencas Costeras e Islas entre Río Aysén y Río Baker y Canal General Martínez | Cuencas Costeras e Islas entre Río Aysén y Río Baker y Canal General Martínez | Cuencas Costeras e Islas entre Río Aysén y Río Baker y Canal General Martínez | Cuencas Costeras e Islas entre Río Aysén y Río Baker y Canal General Martínez | Cuencas Costeras e Islas entre Río Aysén y Río Baker y Canal General Martínez | Cuencas Costeras e Islas entre Río Aysén y Río Baker y Canal General Martínez | Cuencas Costeras e Islas entre Río Aysén y Río Baker y Canal General Martínez | Cuencas Costeras e Islas entre Río Aysén y Río Baker y Canal General Martínez | Cuencas Costeras e Islas entre Río Aysén y Río Baker y Canal General Martínez |
| 11040000    | Costeras del Fiordo Aysén hasta Punta Angosta                                 | 127                                                                           | Exorreica                                                                     | Pacífico                                                                      | Pluvial                                                                       | 6.7                                                                           | 15.2                                                                          | -0.1                                                                          | 2253.1                                                                        | 0                                                                             | 0                                                                             | 342.6                                                                         |
| 11040001    | Costeras del Canal Costa                                                      | 128                                                                           | Exorreica                                                                     | Pacífico                                                                      | Pluvial                                                                       | 6.5                                                                           | 14.4                                                                          | 0.1                                                                           | 2333.9                                                                        | 0                                                                             | 0                                                                             | 535.4                                                                         |
| 11040002    | Lago Cóndor y Lagunas Clara y Ellis                                           | 129                                                                           | Exorreica                                                                     | Pacífico                                                                      | Pluvial                                                                       | 5.8                                                                           | 14.3                                                                          | -1.2                                                                          | 1958.0                                                                        | 1                                                                             | 0                                                                             | 422.3                                                                         |
| 11040003    | Costeras Norte del Fiordo Quitralco hasta Río Maullín                         | 130                                                                           | Exorreica                                                                     | Pacífico                                                                      | Pluvial                                                                       | 6.5                                                                           | 14.6                                                                          | -0.1                                                                          | 2248.2                                                                        | 0                                                                             | 0                                                                             | 458.7                                                                         |
| 11040004    | Costeras Sur del Fiordo Quitralco hasta Río Huemules                          | 131                                                                           | Exorreica                                                                     | Pacífico                                                                      | Pluvial                                                                       | 6.4                                                                           | 14.5                                                                          | -0.2                                                                          | 2150.8                                                                        | 0                                                                             | 0                                                                             | 521.3                                                                         |
| 11040005    | Río De Los Huemules                                                           | 132                                                                           | Exorreica                                                                     | Pacífico                                                                      | Pluvial                                                                       | 6.1                                                                           | 14.3                                                                          | -0.7                                                                          | 2000.6                                                                        | 0                                                                             | 0                                                                             | 570.2                                                                         |
| 11040100    | Río Sorpresa                                                                  | 133                                                                           | Exorreica                                                                     | Pacífico                                                                      | Pluvial                                                                       | 5.6                                                                           | 14.0                                                                          | -1.3                                                                          | 1794.5                                                                        | 0                                                                             | 0                                                                             | 384.6                                                                         |
| 11040101    | Costeras Oeste del Estuario Francisco                                         | 134                                                                           | Exorreica                                                                     | Pacífico                                                                      | Pluvial                                                                       | 6.4                                                                           | 14.3                                                                          | -0.2                                                                          | 2043.4                                                                        | 0                                                                             | 0                                                                             | 307.4                                                                         |
| 11040102    | Ventisquero Erasmo                                                            | 135                                                                           | Exorreica                                                                     | Pacífico                                                                      | Pluvial                                                                       | 6.5                                                                           | 14.2                                                                          | 0.2                                                                           | 2129.6                                                                        | 0                                                                             | 0                                                                             | 305.6                                                                         |
| 11040103    | Ventisquero Erasmo                                                            | 136                                                                           | Exorreica                                                                     | Pacífico                                                                      | Pluvial                                                                       | 5.2                                                                           | 13.5                                                                          | -1.7                                                                          | 1810.4                                                                        | 0                                                                             | 0                                                                             | 226.7                                                                         |
| 11040104    | Costera Este Estuario Francisco                                               | 137                                                                           | Exorreica                                                                     | Pacífico                                                                      | Pluvial                                                                       | 5.8                                                                           | 13.8                                                                          | -0.9                                                                          | 1921.0                                                                        | 0                                                                             | 0                                                                             | 348.0                                                                         |
| 11040200    | Río Exploradores desde Río Teresa hasta su desembocadura                      | 138                                                                           | Exorreica                                                                     | Pacífico                                                                      | Pluvial                                                                       | 6.8                                                                           | 14.8                                                                          | 0.1                                                                           | 1913.1                                                                        | 0                                                                             | 0                                                                             | 159.6                                                                         |
| 1104020000  | Río Teresa                                                                    | 139                                                                           | Exorreica                                                                     | Pacífico                                                                      | Pluvial                                                                       | 5.3                                                                           | 13.7                                                                          | -1.6                                                                          | 1697.2                                                                        | 0                                                                             | 0                                                                             | 265.0                                                                         |
| 1104020001  | Río San Juan                                                                  | 140                                                                           | Exorreica                                                                     | Pacífico                                                                      | Pluvial                                                                       | 5.6                                                                           | 14.1                                                                          | -1.5                                                                          | 1577.4                                                                        | 0                                                                             | 0                                                                             | 341.3                                                                         |
| 1104020002  | Ventisquero Grosse y Río Exploradores hasta junta Río Teresa                  | 141                                                                           | Exorreica                                                                     | Pacífico                                                                      | Pluvial                                                                       | 4.3                                                                           | 12.7                                                                          | -2.7                                                                          | 1589.2                                                                        | 0                                                                             | 0                                                                             | 452.0                                                                         |
| 11040200020 | Río Verde                                                                     | 142                                                                           | Exorreica                                                                     | Pacífico                                                                      | Pluvial                                                                       | 5.6                                                                           | 13.7                                                                          | -1.2                                                                          | 1778.9                                                                        | 0                                                                             | 0                                                                             | 60.0                                                                          |
| 11040200021 | Río Norte y Lago Bravo                                                        | 143                                                                           | Exorreica                                                                     | Pacífico                                                                      | Pluvial                                                                       | 4.5                                                                           | 13.4                                                                          | -3.0                                                                          | 1289.1                                                                        | 0                                                                             | 0                                                                             | 276.2                                                                         |
| 1104020003  | Río Sur                                                                       | 144                                                                           | Exorreica                                                                     | Pacífico                                                                      | Pluvial                                                                       | 5.6                                                                           | 13.5                                                                          | -1.0                                                                          | 1867.0                                                                        | 0                                                                             | 0                                                                             | 204.7                                                                         |
| 11040300    | Isla Simpson                                                                  | 145                                                                           | Exorreica                                                                     | Pacífico                                                                      | Pluvial                                                                       | 8.4                                                                           | 15.6                                                                          | 2.4                                                                           | 2383.6                                                                        | 0                                                                             | 0                                                                             | 188.9                                                                         |
| 11040301    | Isla Mac Pherson                                                              | 146                                                                           | Exorreica                                                                     | Pacífico                                                                      | Pluvial                                                                       | 8.7                                                                           | 15.8                                                                          | 2.7                                                                           | 2425.6                                                                        | 0                                                                             | 0                                                                             | 57.8                                                                          |
| 11040302    | Isla Fitz Roy                                                                 | 147                                                                           | Exorreica                                                                     | Pacífico                                                                      | Pluvial                                                                       | 8.2                                                                           | 15.1                                                                          | 2.4                                                                           | 2395.7                                                                        | 0                                                                             | 0                                                                             | 182.1                                                                         |
| 11040303    | Isla Huemules                                                                 | 148                                                                           | Exorreica                                                                     | Pacífico                                                                      | Pluvial                                                                       | 7.6                                                                           | 15.0                                                                          | 1.5                                                                           | 2294.5                                                                        | 0                                                                             | 0                                                                             | 114.7                                                                         |
| 11040304    | Isla Nalcayu                                                                  | 149                                                                           | Exorreica                                                                     | Pacífico                                                                      | Pluvial                                                                       | 7.1                                                                           | 14.4                                                                          | 1.0                                                                           | 2241.8                                                                        | 0                                                                             | 0                                                                             | 263.3                                                                         |
| 11040305    | Isla San José                                                                 | 150                                                                           | Exorreica                                                                     | Pacífico                                                                      | Pluvial                                                                       | 8.2                                                                           | 15.3                                                                          | 2.3                                                                           | 2339.4                                                                        | 0                                                                             | 0                                                                             | 16.7                                                                          |
| 11040400    | Costeras entre Río Exploradores y Ventisquero San Rafael                      | 151                                                                           | Exorreica                                                                     | Pacífico                                                                      | Pluvial                                                                       | 4.1                                                                           | 12.0                                                                          | -2.5                                                                          | 1799.8                                                                        | 0                                                                             | 1                                                                             | 1684.0                                                                        |
| 11040401    | Ventisquero San Quintín, Campos de Hielo San Valentín                         | 152                                                                           | Exorreica                                                                     | Pacífico                                                                      | Pluvial                                                                       | 6.2                                                                           | 13.6                                                                          | -0.1                                                                          | 2121.3                                                                        | 0                                                                             | 0                                                                             | 1747.4                                                                        |
| 11040500    | Península entre Fiordos Walker, Barros Arana y Puenna                         | 153                                                                           | Exorreica                                                                     | Pacífico                                                                      | Pluvial                                                                       | 7.0                                                                           | 13.7                                                                          | 1.4                                                                           | 2316.3                                                                        | 0                                                                             | 0                                                                             | 1463.9                                                                        |
| 11040501    | Península entre Seno Cornish y Fiordo Walker                                  | 154                                                                           | Exorreica                                                                     | Pacífico                                                                      | Pluvial                                                                       | 7.2                                                                           | 13.4                                                                          | 2.0                                                                           | 2248.6                                                                        | 0                                                                             | 0                                                                             | 997.5                                                                         |
| 11040502    | Costeras Oeste Golfo de Elefantes y Sur Tuahuncayec                           | 155                                                                           | Exorreica                                                                     | Pacífico                                                                      | Pluvial                                                                       | 7.7                                                                           | 14.9                                                                          | 1.7                                                                           | 2281.4                                                                        | 0                                                                             | 0                                                                             | 743.5                                                                         |
| 11040503    | Costeras del Sur del Fiordo Puenna                                            | 156                                                                           | Exorreica                                                                     | Pacífico                                                                      | Pluvial                                                                       | 7.5                                                                           | 14.3                                                                          | 1.9                                                                           | 2347.1                                                                        | 0                                                                             | 0                                                                             | 150.7                                                                         |
| 11040504    | Costeras e islas del seno Cornish                                             | 157                                                                           | Exorreica                                                                     | Pacífico                                                                      | Pluvial                                                                       | 7.3                                                                           | 13.6                                                                          | 2.0                                                                           | 2308.0                                                                        | 0                                                                             | 0                                                                             | 599.6                                                                         |
| 11040505    | Lago y Río Juan Antonio Presidente Ríos                                       | 158                                                                           | Exorreica                                                                     | Pacífico                                                                      | Pluvial                                                                       | 7.6                                                                           | 14.3                                                                          | 2.1                                                                           | 2385.7                                                                        | 0                                                                             | 0                                                                             | 1685.1                                                                        |
| 11040506    | Costeras entre Río San Tadeo y Río Aldunate                                   | 159                                                                           | Exorreica                                                                     | Pacífico                                                                      | Pluvial                                                                       | 8.4                                                                           | 15.0                                                                          | 2.8                                                                           | 2517.9                                                                        | 0                                                                             | 0                                                                             | 405.8                                                                         |
| 11040507    | Costeras entre Río Aldunate Y Fiordo Newman                                   | 160                                                                           | Exorreica                                                                     | Pacífico                                                                      | Pluvial                                                                       | 7.8                                                                           | 14.1                                                                          | 2.5                                                                           | 2474.5                                                                        | 0                                                                             | 0                                                                             | 1415.5                                                                        |
| 11040508    | Península Tres Montes y Costeras entre Fiordos Newman                         | 161                                                                           | Exorreica                                                                     | Pacífico                                                                      | Pluvial                                                                       | 7.6                                                                           | 13.6                                                                          | 2.7                                                                           | 2283.2                                                                        | 0                                                                             | 0                                                                             | 1965.8                                                                        |
| 11040600    | Río Andrés y costeras Bahía Kelly                                             | 162                                                                           | Exorreica                                                                     | Pacífico                                                                      | Pluvial                                                                       | 6.4                                                                           | 14.0                                                                          | 0.1                                                                           | 2116.3                                                                        | 0                                                                             | 0                                                                             | 359.7                                                                         |
| 11040601    | Ventisquero y Estero Benito                                                   | 163                                                                           | Exorreica                                                                     | Pacífico                                                                      | Pluvial                                                                       | 4.7                                                                           | 12.5                                                                          | -1.8                                                                          | 1984.9                                                                        | 0                                                                             | 0                                                                             | 294.5                                                                         |
| 11040602    | Costeras entre Estero Benito y Estero Julián (Incluida Ventisquero)           | 164                                                                           | Exorreica                                                                     | Pacífico                                                                      | Pluvial                                                                       | 4.5                                                                           | 12.3                                                                          | -1.9                                                                          | 2022.2                                                                        | 0                                                                             | 0                                                                             | 989.9                                                                         |
| 11040603    | Río Huemules y Costeras Estero Steffen                                        | 165                                                                           | Exorreica                                                                     | Pacífico                                                                      | Pluvial                                                                       | 4.5                                                                           | 12.7                                                                          | -2.4                                                                          | 1770.5                                                                        | 0                                                                             | 0                                                                             | 1444.0                                                                        |
| 11040700    | Costeras entre Bahía Kelly y Estero Benito                                    | 166                                                                           | Exorreica                                                                     | Pacífico                                                                      | Pluvial                                                                       | 7.6                                                                           | 14.7                                                                          | 1.6                                                                           | 2470.2                                                                        | 0                                                                             | 0                                                                             | 219.3                                                                         |
| 11040701    | Isla Javier                                                                   | 167                                                                           | Exorreica                                                                     | Pacífico                                                                      | Pluvial                                                                       | 7.2                                                                           | 14.0                                                                          | 1.5                                                                           | 2689.2                                                                        | 0                                                                             | 0                                                                             | 125.9                                                                         |
| 11040800    | Costeras entre Estero Julián y Rivera Norte Seno Pulpo                        | 168                                                                           | Exorreica                                                                     | Pacífico                                                                      | Pluvial                                                                       | 6.5                                                                           | 13.7                                                                          | 0.5                                                                           | 2593.3                                                                        | 0                                                                             | 0                                                                             | 1233.7                                                                        |
| 11040801    | Costeras entre Fiordo Julián y Río Baker                                      | 169                                                                           | Exorreica                                                                     | Pacífico                                                                      | Pluvial                                                                       | 6.6                                                                           | 13.9                                                                          | 0.6                                                                           | 2754.8                                                                        | 0                                                                             | 0                                                                             | 1340.4                                                                        |

## Hidrología
Existe poca información pública sobre esta zona, de hecho la publicación "Diagnóstico Actual de Riego y Drenaje en Chile y su Proyección. Informe Final. Diagnóstico del Riego y drenaje en la XI Región" menciona los ríos "principales" Palena, Cisnes y Aysén, agregándoles el Bravo y Pascua. No menciona ríos del ítem 114.
La DGA ha llamado a una licitación para formular un "Plan Estratégico de Gestión Hídrica en las cuencas del río Baker, río Pascua y Costeras e Islas entre río Aysén y río Baker y Canal General Martínez".
Un informe de la Corporación Nacional Forestal sobre los recursos existentes en el parque nacional Laguna San Rafael, que es solo una parte del ítem 114, se presenta la siguiente caracterización del sistema hidrográfico de la península:: 12 
- Sistemas cortos: Son cuencas simples y pequeñas que desaguan en costas marinas, considerados los fiordos, o de lagos mayores, que drenan la mayor parte de la superficie.
- Sistemas prolongados: Cuencas amplias, pero con altitudes máximas inferiores a 800 metros, con varias subcuencas y desarrollo de meandros, con amplias superficies inundables. Estos cursos ocupan las serranías bajas orientales y australes, desfogando en el Golfo Elefantes y en la cuenca del río San Tadeo (río Negro, río Mañihuales y río Oscar).
- Sistemas lacustres: Los lagos Elena (4656 hectáreas) y Presidente Ríos (32.813 hectáreas) están ubicados en fosas que, en comparación con el área del cuerpo de agua, abarcan hoyas hidrográficas de poca extensión, lo que se atribuye a la modelación glacial del paisaje. Ambos lagos desaguan, por cauces de escasa longitud, a fiordos.
- Sistema glacial: Las aguas que emanan del ventisquero San Quintín divagan en numerosos y cambiantes cursos, formados por la gran cantidad de sedimentos arrastrados por la masa helada, pero que, finalmente, coalescen en los varios cauces del río Lucac. Este río fluye en el río San Tadeo.
- Sistema de ría: En los terrenos planos y más bajos del istmo de Ofqui afloran las aguas que han infiltrado el suelo, tanto provenientes del ventisquero San Quintín, como de las aguas de lluvia, a las que se unen las escurrentes superficiales, formando un pantano o ciénaga. Dada la escasa altitud del terreno, las mareas afectan el escurrimiento en los múltiples cauces y, en especial, del río San Tadeo.

### Red hidrográfica
El mapa generado con los datos de la Biblioteca del Congreso Nacional de Chile muestra los siguientes cuerpos de agua:
Subcuenca 1140:
Desembocan en el fiordo Aysén:
- Río Sangra
- Río Negro (1140)
- Estero San Carlos
- Río Pescado (1140)
- Estero La Parca
- Río Lagunillas--Lago Cóndor (Lagunillas)

Desembocan en el estero Quitralco:
- Río Pistilli
- Río La Venada
- Río Huemules (Tres Cruces)--Río Cuervos

Subcuenca 1141:
- Río Sorpresa
- Río Puerto Bonito
- Estero El Pájaro
- Río Blanco (1141)
- Río Ballena
- Río Las Mentas

Subcuenca 1142:
- Río Exploradores--Lago Bayo--Río Norte--Río San Juan (Exploradores)--Laguna Aislada--Río Verde (Exploradores)--Río Teresa

Subcuenca 1143:
Subcuenca 1144:
- Río San Tadeo--Río Mañihuales (San Tadeo)--Río Negro (San Tadeo)--Río Lucac--Canal Ofqui--Glaciar San Quintín--Río Pachia
- Río Nevado (Golfo San Esteban)

Subcuenca 1145:
- Laguna Duende
- Lago Camilo Henríquez
- Lago Manuel Rodríguez
- Río Saler
- Río Seal
- Río San Tadeo (Seno Hoppner)
- Estero Newman
- Río Oscar (Tres Montes)
- Río San Tadeo (11456)
- Río Aldunate--Lago Elena--Lago Corazón
- Río Manihuales (Río Mañihuales?)
- Río Presidente Ríos--Lago Presidente Ríos--Río María Luisa--Río Beatriz--Río Larraín
- Río Choritos--Lago Choritos

Subcuenca 1146:
- Río Acodado

Subcuenca 1148:
- Lago Alejandro
- Laguna Este
- Estero Los Nevados
- Río Huemules (Steffen)--Laguna Los Huemules
- Río Alvarado (Fiordo Steffen)
- Río San Martín (Fiordo Steffen)
- Estero Pacheco
- Estero Nueve
- Estero Correntoso
- Río Luleo--Río de Los Sapos--Estero El Manio

### Glaciares
El ítem posee las laderas occidentales del campo de hielo patagónico norte. La publicación "Atlas del Agua" señala que en el ítem 114 existen 3.566 km² de superficie glacial, con 774 km³ de hielo y un volumen de agua estimado en 697 km³.: 56 

### Humedales
No hay humedales urbanos asociados.

## Obras hidráulicas
En la primera mitad del siglo xx se intentó la construcción de un canal artificial para pequeñas embarcaciones, el canal Ofqui, que uniera el estero Elefantes, que es la continuación hacia el sur del canal Moraleda, con el golfo de Penas y así permitir viajes al sur de Chile sin exponer las naves a la mar gruesa del océano Pacífico. Por diversas razones, la construcción fue suspendida. Adjunto al canal fue construido también un hotel que hoy está desocupado.

## Clima

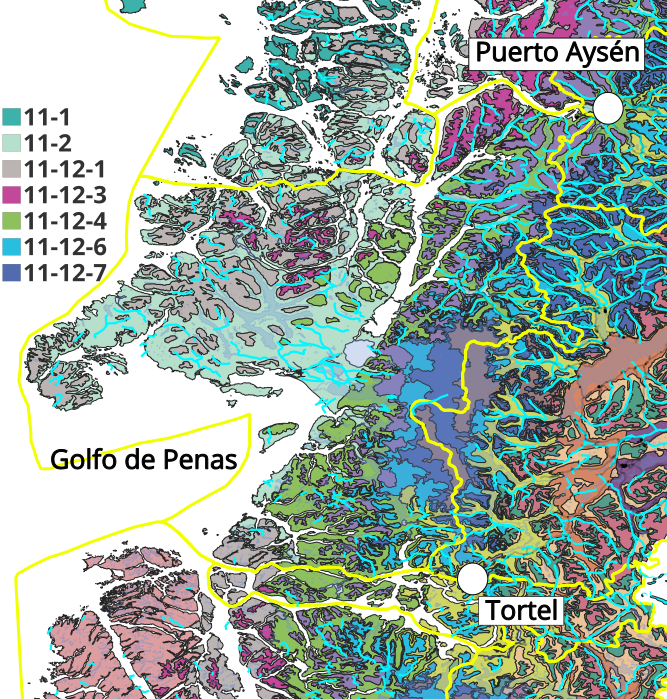
Distritos agroclimáticos en el ítem 114, Cuencas costeras e islas entre río Aysén, río Baker y canal Gral. Martínez.

El Atlas agroclimático de Chile distingue siete distritos en la zona de las cuencas del ítem 114:
- 11-1 Templado cálido mesotermal con régimen de humedad hídrico (Cfb1Hi). La temperatura oscila entre un máximo de enero de 16,6 °C y un mínimo de julio de 2,7 °C. Tiene un promedio de 181 días consecutivos libres de heladas. En el año se registra un promedio de 33 heladas. El periodo de temperaturas favorables a la actividad vegetativa dura 5 meses. Registra anualmente 379 días grado y 1.616 horas de frío acumuladas hasta el 31 de Julio. La precipitación media anual es de 3.212 mm y un periodo seco de 0 meses, con un déficit hídrico de 0 mm/año. El período húmedo dura 12 meses durante los cuales se produce un excedente hídrico de 2.484 mm.
- 11-2 Templado cálido mesotermal con régimen de humedad hiper húmedo (Cfb1pH) La temperatura oscila entre un máximo de enero de 15,6 °C y un mínimo de julio de 1,2 °C. Tiene un promedio de 161 días consecutivos libres de heladas. En el año se registra un promedio de 59 heladas. El periodo de temperaturas favorables a la actividad vegetativa dura 5 meses. Registra anualmente 310 días grado y 1.841 horas de frío acumuladas hasta el 31 de Julio. La precipitación media anual es de 2.667 mm y un periodo seco de 0 meses, con un déficit hídrico de 0 mm/año. El período húmedo dura 12 meses durante los cuales se produce un excedente hídrico de 1.924 mm.
- 11-12-1 Templado frío con régimen de humedad hídrico (CfcHi). La temperatura oscila entre un máximo de enero de 16 °C y un mínimo de julio de 1,2 °C. Tiene un promedio de 110 días consecutivos libres de heladas. En el año se registra un promedio de 72 heladas. El periodo de temperaturas favorables a la actividad vegetativa dura 3 meses. Registra anualmente 251 días grado y 1.804 horas de frío acumuladas hasta el 31 de Julio. La precipitación media anual es de 2.981 mm y un periodo seco de 0 meses, con un déficit hídrico de 0 mm/año. El período húmedo dura 12 meses durante los cuales se produce un excedente hídrico de 2.266 mm.
- 11-12-3 Tundra (ET). La temperatura oscila entre un máximo de enero de 13,5 °C y un mínimo de julio de 0,2 °C. Tiene un promedio de 0 días consecutivos libres de heladas. En el año se registra un promedio de 123 heladas. El periodo de temperaturas favorables a la actividad vegetativa dura 0 meses. Registra anualmente 112 días grado y 1.800 horas de frío acumuladas hasta el 31 de Julio. La precipitación media anual es de 3.072 mm y un periodo seco de 0 meses, con un déficit hídrico de 0 mm/año. El período húmedo dura 12 meses durante los cuales se produce un excedente hídrico de 2.418 mm.
- 11-12-4 Templado frío con régimen de humedad hiper húmedo (CfcpH). La temperatura oscila entre un máximo de enero de 16,9 °C y un mínimo de julio de -0,5 °C. Tiene un promedio de 98 días consecutivos libres de heladas. En el año se registra un promedio de 108 heladas. El periodo de temperaturas favorables a la actividad vegetativa dura 3 meses. Registra anualmente 293 días grado y 1.822 horas de frío acumuladas hasta el 31 de Julio. La precipitación media anual es de 2.341 mm y un periodo seco de 0 meses, con un déficit hídrico de 10 mm/año. El período húmedo dura 11 meses durante los cuales se produce un excedente hídrico de 1.516 mm.
- 11-12-6 Tundra (ET). La temperatura oscila entre un máximo de enero de 13,6 °C y un mínimo de julio de -2,9 °C. Tiene un promedio de 0 días consecutivos libres de heladas. En el año se registra un promedio de 211 heladas. El periodo de temperaturas favorables a la actividad vegetativa dura 0 meses. Registra anualmente 104 días grado y 1.800 horas de frío acumuladas hasta el 31 de Julio. La precipitación media anual es de 1.854 mm y un periodo seco de 0 meses, con un déficit hídrico de 7 mm/año. El período húmedo dura 11 meses durante los cuales se produce un excedente hídrico de 1.047 mm.
- 11-12-7 Tundra (ET). La temperatura oscila entre un máximo de enero de 9,9 °C y un mínimo de julio de -4,7 °C. Tiene un promedio de 0 días consecutivos libres de heladas. En el año se registra un promedio de 283 heladas. El periodo de temperaturas favorables a la actividad vegetativa dura 0 meses. Registra anualmente 25 días grado y 1.800 horas de frio acumuladas hasta el 31 de Julio. La precipitación media anual es de 1.950 mm y un periodo seco de 0 meses, con un déficit hídrico de 0 mm/año. El período húmedo dura 12 meses durante los cuales se produce un excedente hídrico de 1.186 mm.

|  |  |

Los diagramas Walter Lieth muestran con un área azul los periodos en que las precipitaciones sobrepasan la cantidad de agua que el calor del sol evapora en el mismo lapso de tiempo, (un promedio de 10 °C mensuales evaporan 20 mm de agua caída) dejando un clima húmedo. Por el contrario, las zonas amarillas indican que durante ese tiempo el agua caída puede ser evaporada por el calor del sol. En ítem no existen periodos secos.
En la zona costera se encuentra un clima marítimo templado frío lluvioso, Cfc con más de 2000 mm de precipitaciones anuales y una temperatura media anual de entre 7 °C y 9 °C.: XI.17 

## Actividades productivas
En cuanto a la utilización del recurso hídrico, podemos citar textualmente al informe de la CONAF: Aparte del aprovechamiento natural de los cuerpos de agua por vegetales y animales, no se conoce de ningún otro en esta deshabitada Reserva.: 13 
Un informe del Ministerio de Energía de Chile estima el potencial hidroeléctrico del ítem 114 en una capacidad instalable de 20,23 MW en un total de 5 potenciales centrales hidroeléctricas . Según el mapa de la publicación, 2 cerca del río Lagunillas, 1 en el extremo oriental del estero Quitralco y 2 en las cercanías del lago Bayo. Todas ellas con una potencia menor a 9 MW.

## Zonas Protegidas
El sitio web del Ministerio del Medio Ambiente de Chile reporta los siguientes sitios protegidos:
- Monumento natural Cinco Hermanas
- Santuario de la naturaleza Estero de Quitralco
- Reserva nacional Katalalixar
- Parque nacional Laguna San Rafael
- Reserva nacional Las Guaitecas
- Area marina costera protegida Tortel
- Bien nacional protegido Nalcayec
- Sitio prioritario Bahía Anna Pink - Estero Walker (Ley 19.300 art. 11, letra d)
- Sitio prioritario Isla Kent - Quitralco (Ley 19.300 art. 11, letra d)
- Sitio Prioritario Sector Hudson (Ley 19.300 art. 11, letra d)